# Ideál čestného člověka
Ideál čestného člověka (l'idéal de l'honnête homme) je klíčovým termínem francouzské klasicistní literární teorie a společenského života 17. století.
Člověk má prokazovat ctnosti jak svým chováním navenek tak svou vnitřní morálkou. Jedině takového jedince lze označit za opravdu šlechetného, který zvládá udržet harmonii mezi vnitřními a vnějšími projevy své osobnosti.

Téma boje osobnosti si jako stěžejní pro svá díla vybírali také klasicistní dramatici. Nejčastěji však Molière. Jeho postavy se vyznačují dokonalým zvládnutím jazyka a uměním konverzace, neboť slovní hříčky jsou duchem díla (l'esprit de l'œuvre). Jejich role podléhají konvencím doby. Je pak na důvtipu čtenáře nebo divadelního publika, aby četné narážky, gesta a slovní hříčky rozluštili.
Mezi nejčastěji jmenované ctnosti patří:
- kultivovanost (être cultivé),
- vybranost (être distingé) a
- elegance (élégance).